# Méry-sur-Seine

Méry-sur-Seine este o comună în departamentul Aube din nord-estul Franței. În 1 ianuarie 2022 avea o populație de 1.442 de locuitori.